# SOX15
SOX15‏ (SRY-box 15) هوَ بروتين يُشَفر بواسطة جين SOX15 في الإنسان.